# André Théron
André Théron, né le 10 mars 1926 et mort le 10 juillet 2013, est un journaliste français spécialiste du sport hippique. Il est la grande voix des courses dans les années 1970 et 1980 en étant chroniqueur à la radio (sur France Inter), à la télévision (sur TF1) et dans la presse écrite (Paris Turf),.

## Paris-Dakar
- 1984 : Participation au Paris-Dakar en tant que copilote de Philippe Bourgeat sur Toyota Hilux (voiture n°314)[3],[4].
- 1985 : Participation au Paris-Dakar en tant que copilote de Jean-François Dunac sur Mercedes 280 GE (voiture n°410)[5]